# Horace A. Hildreth
Horace Augustus Hildreth (* 2. Dezember 1902 in Gardiner, Maine; † 2. Juni 1988 in Portland, Maine) war ein US-amerikanischer Politiker und von 1945 bis 1949 Gouverneur des Bundesstaates Maine.

## Frühe Jahre und politischer Aufstieg
Horace Hildreth besuchte bis 1925 das Bowdoin College in Brunswick. Anschließend studierte er bis 1928 an der Harvard University Jura. Nach seinem Examen und der Zulassung als Rechtsanwalt begann er in einer Bostoner Anwaltsfirma in seinem neuen Beruf zu arbeiten. Nach seiner Rückkehr nach Maine begann Hildreth auch eine politische Karriere. Zwischen 1940 und 1942 war er Abgeordneter im Repräsentantenhaus von Maine. Von 1942 bis 1944 war er Staatssenator und im Jahr 1944 sogar Präsident des Senats. In diesem Jahr wurde er als Kandidat der Republikanischen Partei zum neuen Gouverneur gewählt. Er setzte sich mit 70,3 Prozent der Stimmen äußerst deutlich gegen den Demokraten Paul Julien durch.

## Gouverneur von Maine
Hildreth trat sein neues Amt am 3. Januar 1945 an. Nach einer Wiederwahl im Jahr 1946 konnte er es bis zum 5. Januar 1949 ausüben. Zu Beginn seiner Regierungszeit war der Zweite Weltkrieg noch in vollem Gange. Nach dem Ende des Krieges musste in Maine, wie in allen Bundesstaaten, die Industrieproduktion wieder auf den zivilen Bedarf umgestellt werden. Die heimkehrenden Soldaten mussten wieder in die Gesellschaft eingegliedert und die Invaliden versorgt werden. Ansonsten setzte sich der Gouverneur für eine besser finanzierte Bildungspolitik ein. Besonders die Mittel der University of Maine wurden zu diesem Zweck erhöht. Die Torf- bzw. Torfkohleindustrie des Staates wurde gefördert und ausgebaut. Außerdem wurden europäische Bauern, die unter dem Weltkrieg gelitten hatten, zu Übersiedlung nach Maine ermutigt. Gouverneur Hildreth war zeitweise auch Vorsitzender der National Governors Association.

## Weiterer Lebenslauf
Noch im Jahr 1948 hatte sich Hildreth erfolglos um einen Sitz im US-Senat beworben; die Nominierung seiner Partei ging an Margaret Chase Smith. Zwischen 1949 und 1967 war er Präsident der Bucknell University in Lewisburg (Pennsylvania). Von 1953 bis 1957 war er außerdem Botschafter der Vereinigten Staaten in Pakistan. Nach seiner Rückkehr bewarb er sich 1958 erneut um das Gouverneursamt, unterlag aber knapp dem Demokraten Clinton Clauson; eine letzte Kandidatur scheiterte 1968, als er einen Sitz im US-Repräsentantenhaus anstrebte, sich aber Peter N. Kyros beugen musste.
1967 wurde er Teilhaber eines Rundfunksenders in Portland. Diese Beteiligung gab er 1974 wieder auf; danach zog er sich in sein Privatleben zurück. Hildreth starb am 2. Juni 1988. Er war mit Katherine Wing verheiratet, mit der er drei Kinder hatte.